# Charinus goitaca
Espèce
Charinus goitaca est une espèce d'amblypyges de la famille des Charinidae.

## Distribution
Cette espèce est endémique d'Espírito Santo au Brésil. Elle se rencontre vers Vitória.

## Description
La carapace du mâle holotype mesure 4,75 mm de long sur 6,88 mm.

## Étymologie
Cette espèce est nommée en l'honneur des Goitacá.

## Publication originale
- Miranda, Giupponi, Prendini & Scharff, 2021 : « Systematic revision of the pantropical whip spider family Charinidae Quintero, 1986 (Arachnida, Amblypygi). » European Journal of Taxonomy, no 772, p. 1–409 (texte intégral).